# Olympische Winterspiele 1968/Teilnehmer (Neuseeland)
| Gelbes Symbol für Goldmedaillen mit stilisierten Olympischen Ringen | Graues Symbol für Silbermedaillen mit stilisierten Olympischen Ringen | Braundes Symbol für Bronzemedaillen mit stilisierten Olympischen Ringen |
| ------------------------------------------------------------------- | --------------------------------------------------------------------- | ----------------------------------------------------------------------- |
| —                                                                   | —                                                                     | —                                                                       |

Neuseeland nahm an den Olympischen Winterspielen 1968 im französischen Grenoble mit sechs Sportlern, zwei Frauen und vier Männer, teil.
Seit 1952 war es die dritte Teilnahme Neuseelands an Olympischen Winterspielen.

## Teilnehmer nach Sportarten

### Ski Alpin
Männer
- Murray Gardner
Abfahrt: DSQ
Riesenslalom: Platz 76
Slalom: Vorlauf

- Thomas Huppert
Abfahrt:Platz 61
Riesenslalom: Platz 75
Slalom: DSQ

- Robert Palmer
Abfahrt: Platz 42
Riesenslalom: DNF
Slalom: Vorlauf

- Michael Dennis
Riesenslalom: Platz 74
Slalom: Vorlauf

Frauen
- Anne Reid
Slalom: DNF

- Margot Blakely
Abfahrt: Platz 37
Riesenslalom: Platz 42
Slalom: Platz 30